# 莫利·塞弗
莫利·塞弗（Morley Safer，1931年11月8日—2016年5月16日），是一名加拿大裔美国新闻报道人，供职于CBS新闻。他因长期负责《60分钟》而闻名于世。2016年5月，离职。
2016年5月19日，他因肺炎死于纽约曼哈顿的家中，享年84岁。